# Miss You Much
Miss you much, es el primer sencillo de la cantante Janet Jackson, del álbum Janet Jackson's Rhythm Nation 1814, la canción fue escrita y producida por Jimmy Jam & Terry Lewis.

## Información de la canción
La mayor parte estaba montado en la canción, como bien podría probar o refutar los detractores de Jackson, quien creyó que era un golpe de suerte y un one-hit-Wonder álbum. Como ocurrió, se convirtió en uno de los sencillos más vendidos de Jackson más grande hasta la fecha, alcanzando el número uno tanto en el Billboard Hot 100 y Hot R & B / Hip-Hop Songs, y convertirse en su segundo número uno en la Billboard Hot 100, donde que se quedó durante cuatro semanas. La canción vendió más de cuatro millones de copias, convirtiéndose en el más vendido de la canción de 1989. Aparte de los Estados Unidos, la canción alcanzó el número uno en Canadá y consiguió llegar a los veinte mejores en Australia y muchos países europeos.

Jackson fue galardonado con dos American Music Awards de Favoritos Soul / R & B y único favorito Dance único de "Miss You Much", y fue nominado para el baile preferido del artista y un premio Grammy por Mejor Artista Femenina R & B Vocal. El sencillo también ganó un Soul Train Music Award por Mejor Canción R & B / Soul Single, Female. El sencillo contiene un lado B llamado "You Need Me", un outtake de Janet Jackson's Rhythm Nation 1814. La canción habla de los sentimientos personales de Jackson acerca de su padre, y cómo se cambian las tornas, que ahora se necesita. En el momento de su lanzamiento hubo informes de que el lado B fue el producto de la presión de Jackson sellos discográficos sobre ella en un intento de producir específicamente "Control Part 2", que supuestamente era para hacer frente a los rumores que se quedaron en la prensa con respecto a su personal la vida y la familia. Jackson nunca cedió y siguió las órdenes que supuestamente producir el proyecto más allá de esta vía única y por lo tanto se considera autobiográfica y una pieza de coleccionista.
Jackson ha realizado la canción en todas sus giras, incluyendo el Rhythm Nation 1814 Tour, Janet. Tour, The Velvet Rope Tour, All for You Tour y Rock Witchu Tour.

## Tabla de posiciones
Heavy anticipación y preventa al por menor difusión radial solo durante el verano de 1989 permitió "Miss You Much" para debutar en el número cuarenta y dos en el Billboard Hot 100 la semana del 2 de septiembre de 1989, y básicamente se disparan a la número uno in situ en cinco semanas, el 7 de octubre de 1989, donde permaneció durante cuatro semanas, fácilmente convertirse en el mayor éxito de 1989, en términos de semanas en el número uno. (Phil Collins podría igualar esta hazaña de la semana del 23 de diciembre de 1989, con "Another Day in Paradise").

## Video musical
El video de "Miss You Much" fue dirigida por Dominic Sena y es una parte de Rhythm Nation 1814 film. El video se encuentra en blanco y negro y comienza con los bailarines colgando hacia fuera en un salón de billar chismes acerca de Jackson y su novio. Jackson entra en la habitación y sus bailarines mirarla. Una bailarina pide Jackson lo que ha estado haciendo. Ella los llama curioso, y luego demuestra su amor a través del canto y la danza. El fin de los cortes de vídeo a cabo una rutina de baile final realizada con sillas. La rutina de la silla se puede encontrar en el Rhythm Nation Compilation CD y DVD.
- Datos: Q512704